# Esclarecidos 2
Esclarecidos 2 es el segundo álbum de estudio del grupo español Esclarecidos, publicado por GASA en 1985. Contiene el tema Arponera que sería el mayor éxito del grupo, convirtiéndose en uno de los himnos de la movida madrileña.

## Lista de canciones
1. Los pies fríos.
2. Pipeline.
3. Saxofón Night Club.
4. Recorrerá su piel.
5. Milú.
6. Dos españolas solas.
7. Arponera.
8. Bajo la nieve.
9. Miles, Miles, Miles.
10. Él dormía en un fotomatón.
11. En plan velas.

## Músicos
- Cristina Lliso: voz.
- Fernando Mata: guitarra.
- Alfonso Pérez: batería y letras.
- Coyán Manzano: bajo.
- Paco Trinidad: guitarra, bajo, efectos y programación de caja.
- Markus Breuss: trompeta.
- Pepe Cardona El víbora: saxo tenor.
- Nacho Lliso: saxo alto.